# Секс-символ
Секс-си́мвол (англ. sex symbol) — персона, известная своей сексуальной привлекательностью.
Понятие стало употребляться приблизительно с 1911 года, что связывают с улучшением качества печати картинок в газетах — единственном тогда СМИ с изображением.
В настоящее время секс-символы стали неотъемлемой частью поп-культуры, являются предметами для подражания и активно порождаются индустриями звукозаписи, кино, моды и спорта, а также появляются и среди политиков.